# Велиев, Сулейман Мешади Вели оглы
Сулейман Велиев (1916—1996) — один из крупнейших азербайджанских прозаиков, писавших на военные темы. В его творчестве основное место занимают сталинские репрессии, тема Великой Отечественной войны, участие азербайджанских военных в движении Сопротивления в Европе. С 1939 года — член Союза писателей Азербайджана. Ветеран труда (1976), заслуженный работник культуры Азербайджанской ССР (04.01.1977), ветеран труда (1981), заслуженный деятель искусств Азербайджанской ССР (1987).

## Биография
Родился 21 декабря 1916 города в селении Рамана, вблизи Баку. Его отец относился к роду Машылы, одному из довольно значительных сельских родов. Первоначальное образование получил в восьмилетней средней школе в Раманах. В детстве отличался любовью к сидячей работе и чтению. Затем он продолжил своё образование в «Гуламовской школе», расположенной в Сабунчи. Этот период своей жизни Велиев описал в своём рассказе «Учитель Гулам», где подробно рассказал о деятельности этого культурного очага. Первый рассказ «Сберегательная касса», Велиев опубликовал в 1932 году впервые в журнале «Hücum», работая в то время на нефтяных промыслах. До призыва в армию в 1937 году он был литературным работником многотиражной газеты «За нефть» в Локбатане, работал в редакциях газет «Коммунист», «Азербайджанская молодежь», журнала «Революция и культура». Наиболее значительным произведением этого периода стала повесть «Усатый ага», опубликованная отдельной книжкой в 1937 году.
Осенью 1937 года он был призван в ряды РККА. Служба в армии у Велиева была связана с Украиной, где он одновременно не прекращал своей писательской деятельности. Первым местом службы была Шепетовка; во время прохождения военной службы в Шепетовке познакомился с будущим известным чувашским писателем Н. Ф. Ильбековым. Тут же Велиев написал и опубликовал в местной газете рассказ на украинском языке, посвящённый уроженцу Шепетовки Н. Островскому. В 1939 году советские войска вошли на территорию Западной Украины; таким образом, состоялось присоединение Западной Украины к Украине. Для демонстрации дружбы народов во Львов были направлены различные деятели культуры. Среди них оказался и Алексей Николаевич Толстой. Велиев во Львове познакомился с известным писателем. Наряду с этим Валиев посетил дом-музей Островского, познакомился также с известными украинскими писателями Олексой Десняком, Панчем Петро и многими другими.
В октябре 1940 года он вернулся из армии. И сразу же после возвращения приступил к писательской деятельности и при протекции Самеда Вургуна стал руководителем отдела оборонной литературы Союза писателей. Несмотря на то, что Велиев был на военной службе, в 1939 году была опубликована очередная его книга «Молла Мемиш и сундук», направленная против невежества населения и его религиозности. В это же время издательством детской литературы отдельными книжками были изданы произведения Аркадия Гайдара и Самуила Маршака в переводе Велиева.

### Участие в Великой Отечественной войне
Сразу же после начала Великой Отечественной войны Велиев 23 июня 1941 года обратился в военный комиссариат с заявлением о прошении зачислении в армию в качестве добровольца. Его имя также значилось среди писателей, подписавшихся под призывом «В ряды армии», опубликованной 29 июня в газете «Ədəbiyyat» наряду с Мир Джалалом, Али Велиевым.
В начале войны Велиев вошёл в состав 416-й азербайджанской дивизии. На тот момент, в августе 1941 года, данная дивизия была отправлена в Иран. В связи с ухудшением ситуации на фронтах 416-я дивизия была передислоцирована уже на Кавказ, на арену боевых действий. Они попали в самую гущу боёв, а их дивизия весной 1942 года участвовала в боях за Керчь. В результате неумелых действий командования, плохой обеспеченности за этот период до полумиллиона советских солдат попали в плен, среди них оказался и Велиев. 8 мая 1942 года в одном из боёв он получил контузию и попал в немецкий плен. Велиев был отправлен в город Триест, расположенной на границе Италии и Словении на один из оборонных заводов.
Положение азербайджанских военнопленных, как и представителей других национальных меньшинств, было особым. Их призывали вступать в национальные части, сформированные фашистами. Но Велиев, несмотря на все возможности и льготы такого положения, отказался.
Весной 1944 года Велиев убежал из плена в леса. Тут он присоединился к одной из партизанских групп. Там он стал известен под именем «Сила». В рядах партизан он совершил немало подвигов. Совместно с ним были такие известные герои войны как Мехди Гусейнзаде, Мирдамет Сеидов и многие другие. В том же 1944 году Италия была освобождена от фашизма американскими войсками. На тот момент Велиев успел уже побывать в Австрии, Франции, Югославии. С приходом союзников им предлагалось вернуться на родину. Таким образом, в конце войны, Велиев оказался среди репатриантов, которых возвращали из Италии в Советский Союз через Египет. Он оставил много воспоминаний о быте репатриантов. В настоящее время они являются чуть ли не единственным источником по быту и жизни репатриантов до их возвращения в Советский Союз.
Из Италии их доставили в Порт-Саид, откуда на поезде в транзитный лагерь № 307, который располагался в местечке Джинейфи на берегу Малого Горького озера. По пути они долго простояли в городе Исмаилия, где они попали в окружение местных жителей. В день их прибытия в лагерь сперва их объединили в один полк, и они устроили даже военный парад в день годовщины Октябрьской революции.
Одновременно советские солдаты каждое воскресенье устраивали литературные вечера, концерты художественной самодеятельности. Среди них особенно активны были азербайджанцы. Азербайджанцы, в том числе Велиев как один из наиболее активных среди них, поставили в 1944 году музыкальную комедию У. Гаджибекова «Аршин мал алан». Эта постановка имела большой успех как среди репатриантов, так и местных египтян. После Египта по пути они прошли через Ирак, о котором Велиев также оставил воспоминания, но уже в меньшей степени, чем о Египте. Затем уже через Иран они вернулись в Азербайджан. Велиев среди бывших военнопленных был избран командиром одного из отрядов и даже стал членом штаба.
30 декабря 1944 года, в преддверии Нового года, Велиев вернулся на родину. Но тут их сразу же поместили в «советские лагеря» и в ночь на 1 января отправили в город Подольск в Подмосковье. Тут их проверяли и перепроверяли, и отправляли опять на фронт. В связи с доносом на Велиева, его оставили для проверки. После выяснения всех обстоятельств его определили в один из батальонов за несколько дней до победы. Затем его батальон перевели в Уфу, где их готовили уже к войне с Японией, но как только завершилась их подготовка, пришла весть об окончании войны с Японией.
Несмотря на все это, бывших военнопленных отправили работать на различные заводы. Велиева отправили на цинковый завод имени Кирова, расположенный в Челябинске, где он проработал десять месяцев, и был назначен главным над группой рабочих. Для возвращения на родину он отправился в Челябинское отделение Союза писателей. Руководитель местного отделения Людмила Татьяничева приняла деятельное участие в его освобождении и возвращении на родину. Она отправила запрос в Баку на факт его членства в Союзе писателей Азербайджанской ССР. За подписью поэта Ахмеда Джамиля пришёл ответ, подтверждающий его членство и отображающий факты его творчества. С помощью руководства местной партийной ячейки для него было получено разрешение, и он вернулся на родину.
По возвращении узнал, что его родители в 1942 году умерли от голода.

### Послевоенный период и период ссылки
После возвращения он проживал на улице Мирза Фатали Ахундова, в небольшой комнатке. Самед Вургун лично ознакомился с условиями его проживания, и через председателя Исполнительного комитета района имени Джапаридзе ему была выдана квартира на улице Толстого. На тот момент он временно устроился работником в журнал «Ингилаб вя мядянийят». В 1948 году он обручился.
В связи с тем, что во время войны Велиев находился в плену у немцев, он состоял на учёте в МВД, куда его вызывали довольно часто. Следователи часто просили помощи, в том числе по поводу обвинения в адрес Самеда Вургуна. Следователь Артур Бахшиев требовал, чтобы он пошёл домой к Самеду Вургуну, вызвал его на откровенный разговор на тему национализма и пантюркизма, и записал всё это. Но в этом отношении Велиев был непреклонен и отказался. В результате Велиева безо всякого суда и следствия сослали на неопределённый срок в город Бодайбо, один из центров Ленского золотопромышленного района. К тому времени он уже подготовил для печати один из своих крупных романов, посвящённых городу Триест (или Триглав) «Спорный город» (Mübahisəli şəhər). После его ссылки издание романа было приостановлено. Его жена, Ася Велиева, в скором времени приехала за ним в ссылку. В 1950 году у них родился сын Сейран (Сейран Велиев, автор книги «Древний, древний Азербайджан» и около тысячи статей и публикаций) и в 1953 году дочь Лейла. Здесь он некоторое время занимался сельским хозяйством, затем работал в местных газетах. Некоторое время он пытался наладить писательскую деятельность, но из-за того, что его родным языком и писательским языком был азербайджанский, привыкнуть к написанию рассказов на русском он не мог.
После развенчивания культа личности он смог вернуться обратно. Вначале он обратился в Иркутское отделение Союза писателей, где на тот момент работал один из крупных советских писателей, будущий председатель правления Союза писателей СССР в 1977—1989 годах, Георгий Марков. Иркутская организация помогла Велиеву переехать в Иркутск, обосноваться и начать публиковать различные очерки.
Дружба двух писателей продолжилась до конца жизни. Затем он вернулся в Баку. Практически сразу он приступил к написанию рассказов на различные повседневные темы. Через 20 дней после приезда он получил квартиру на улице Низами (напротив современного ЦУМа). Несмотря на то, что он не получил реабилитацию (из-за отсутствия официального суда и следствия получение этого статуса для него было затруднено), в 1956 году ему была разрешена всякая деятельность (частично ему помогло упоминание его в суде над Багировым). После этого он некоторое время активно занимался написанием сценариев для документальных фильмов на телевидении. Среди них был фильм о Физули (1958), посвящённый семилетке (два фильма, снятые в 1960 году и ещё один в 1961 году).
Несмотря на это, в Азербайджане опубликовать свой роман «Спорный город», ему всё-таки не удавалось. Публикация романа попала на период охлаждения отношений между СССР и Югославией. Лишь после того, как в 1961 году роман на русском языке был опубликован в Москве, его напечатали и в Баку. Этому роману посвятил часть своего выступления на IV съезде Союза писателей СССР (в 1967 году) Георгий Марков.
Велиев внёс значительный вклад в прозу Азербайджана. Роман «Спорный город» является практически единственным романом на военную тему в Азербайджане, где описываются события ВОВ в 1944 году на Югославском фронте. Этот роман стал довольно распространённым и был переведён на многие иностранные языки. Другой роман 1960-х годов, «Узлы» (1966) был посвящён тем, которые были необоснованно репрессированы в сталинский период. В азербайджанской литературе до сих пор нет такого крупного произведения о репрессированных.
В 1983 году издательство «Язычы» напечатала первый наиболее полный сборник произведений писателя в двух томах на азербайджанском языке. В этот сборник вошли два романа («Узлы» и «Спорный город»), пять повестей и 23 рассказа. А предисловие к нему было написано известным азербайджанским поэтом Фамилем Мехти. В том же году в Москве были изданы избранные произведения с предисловием, написанным Г. Марковым.
В 1984 году повесть Велиева «Кулик» (впервые опубликованная ещё в 1939 году и выдержавшая затем большое число публикаций) была впервые экранизирована. По её мотивам был снят фильм «Рыцари чёрного озера» (сценарий к нему был написан С. Велиевым).
Конец 1980-х годов — начало 1990-х годов Велиев посвятил написанию автобиографичных рассказов и повестей. На это время приходится написание и одного из наиболее известных документальных романов в азербайджанской прозе «С подбитым крылом». Этот роман сыграл значительную роль в истории азербайджанской литературы. В течение 1980-х годов его произведения неоднократно издавались и переиздавались, переводились на многие языки.
В конце 1980-х и начале 1990-х годов он официально получил реабилитацию, с 1994 года был членом правления Ассоциации невинно репрессированных Азербайджана. Неоднократно был награждён почётным указом Правления союза писателей Азербайджанской ССР (1967—1986), орденом «Дружба народов» и другими медалями. Ему были присвоены звания заслуженного работника культуры Азербайджанской ССР (1977), заслуженного деятеля искусства Азербайджанской ССР (1987), ветерана труда (1976) и ветерана войны (1981).
Скончался 7 марта 1996 года и был похоронен на Аллее почётного захоронения № 2.

## Творчество
Список основных изданных произведений на азербайджанском и русском языках (наряду с ними произведения также были изданы в десятках сборниках, и на украинском, белорусском и других языках):

### Список книг на азербайджанском языке
- Bığlı ağa, B., Azərneşr, 1937, 93 səh., 4000 nüs.
- Şor cüllutu (hekayə), B., Uşaqgəncnəşr, 1939, 64 səh, 4000 nüs.
- Molla Məmiş və sandıq, B., Uşaqgəncnəşr, 1939, 28 səh, 4000 nüs.
- Səadət yollarinda (povest, hekayə və oçerklər), B., Azərnəşr, 1957, 204 səh., 10000 nüs.
- Şor cüllutu (hekayə), B., Uşaqgəncnəşr, 1957, 88 səh, 14000 nüs.
- Əncir ağacı (hekayələr, xatirələr) B., Uşaqgəncnəşr, 1959, 102 səh, 7000 nüs.
- Mübahisəli şəhər (roman), B., Azərnəşr, 1962, 259 səh., 20000 nüs.
- Bir cəhənk su, B., Azərnəşr, 1963, 89 səh., 10000 nüs.
- Məhəbbət buzu əridir, B., Azərnəşr, 1964, 92 səh., 5000 nüs.
- Seçilmiş əsərlər, B., Azərnəşr, 1966, 535 səh., 10000 nüs.
- Şor cüllütü, B., Gənclik. 1969. 64 səh., 14000 nüs.
- Düyünlər (roman), B., Azərnəşr, 1970, 259 səh., 20000 nüs.
- Gül dəstəsi, B., Gənclik, 1972, 190 səh., 15000 nüs.
- Mübahisəli şəhər (roman və povest), B., Azərnəşr, 1974, 382 səh., 20000 nüs.
- Düyünlər (hekayələr, povestlər, roman), B., Gənclik, 1978, 472 səh., 10000 nüs.
- Həyatın dadı (povest və hekayələr), B., Gənclik, 1980, 276 səh., 10000 nüs.
- Daşlı bulaq (roman), B., Gənclik, 1983, 356 səh., 30000 nüs.
- Secilmiş əsərlər (iki cilddə), I, B., Yazıçı, 1983, 518 səh., 30000 nüs.
- Daşlı bulaq, B., Yazıçı, 1987, 688 səh., 10000 nüs.
- «Qanadı sınmış quş» da uçarmış, B., Gənclik, 1989, 30000 nüs.

### Переводы на азербайджанский язык
- A. Qaydar, hərbi sirr, malciş-kibalçiş və onun möhkəm sözü haqqında nağıl, B., Azərnəşr, 1938, 19 səh, 1200 nüs.
- S. Marşak, Petruşka, B., Uşaqgəncnəşr, 1939, 10000 nüs.
- M. Q. Mixaylovski, Tyoma və Juçka, B., Uşaqkəncnəşr, 1953, 16 səh., 10000 nüs.
- V. Vasilevskaya, Söyüdlü arx, B., Uşaqkəncnəşr, 1962, 60 səh., 20000 nüs.

### Список крупных сборников и произведений, изданных на русском языке
- Спорный город (роман). Перевод с азерб. Б., Азгосиздат, 1961, 20000 экз.
- Кулик (повесть). Перевод с азерб., М., Детгиз, 1962, 65000 экз.
- Жемчужный дождь (повести и рассказы). Перевод с азерб., М., Советский писатель, 1963, 30000 экз.
- Кулик (повесть). Перевод с азерб., М., Детгиз, 1965, 90000 экз.
- Триглав, Триглав… (роман). Перевод с азерб., М., Воениздат, 1966, 70000 экз.
- Узлы (роман и рассказы). Перевод с азерб., М., Советский писатель, 1971, 30000 экз.
- Триглав, Триглав… (роман). Перевод с азерб., М., Воениздат, 1971, 65000 экз.
- Усатый ага (повести). Перевод с азерб., М., Детгиз, 1973, 75000 экз.
- Деды, отцы, внуки (документальные повести и рассказы). Б., Гянджлик, 1975, 11500 экз.
- Зови меня на «ты» (рассказы). Перевод с азерб., М., Правда, 1976, 100000 экз.
- Узлы (роман и рассказы). Перевод с азерб., М., Советский писатель, 1976, 100000 экз.
- Букет роз (повести и рассказы). Перевод с азерб. М., Детгиз, 1978, 50000 экз.
- Избранное (повесть, роман). Перевод с азерб., М., Худлитература, 1976, 50000 экз.
- Династия Гулиевых (хроника одной семьи). Перевод с азерб., М., Политиздат, 1979, 90000 экз.
- Зови меня на «ты» (рассказы, повесть, роман). Перевод с азерб., М., Воениздат, 1980, 75000 экз.
- Глоток воды (повести и рассказы). Перевод с азерб., М., Детгиз, 1986, 100000 экз.
- Каменный ключ (роман, повести, рассказы). Перевод с азерб., М., Советский писатель, 1986, 30000 экз.

## Факты
- Азербайджанский революционер и коммунист Гамид Султанов во время работы на Раманинских нефтяных промыслах оставался именно в их дворе. Впоследствии Гамид Султанов оказал немало помощи С. Велиеву и его семье. Предисловие к первой книге Сулеймана Велиева написал именно Г. Султанов.
- Известный чувашский поэт Михаил Сэниэль посвятил стихотворение дружбе С. Велиева и Н. Ф. Ильбекова[7].
- На судебном заседании по обвинению Багирова раскрывалось много различных фактов. Одним из фактов, озвученных генеральным прокурором Руденко, было то, что в 1948 году от писателя Сулеймана Велиева пытались добиться написания доноса на известного поэта Самеда Вургуна по обвинению его в национализме.
- С. Велиева из-за схожести фамилий нередко путали с другим крупным писателем А. Велиевым.[уточнить] Даже как-то статья С. Велиева в «Бакинском рабочем» пошла с фотографией А. Велиева[8].